# Starrkärr och Näs
Starrkärr och Näs var en av SCB avgränsad och namnsatt tätort i Stenungsunds kommun, Bohuslän. Starrkärr och Näs ligger vid Hakefjorden. Området räknas sedan 2015 som en del av tätorten Ödsmål.
Tätorten omfattar de före detta småorterna Starrkärr och Näs, som numera vuxit samman. År 1990 klassificerade SCB orten som småort med namnet Södra delen av Starrkärr + Näs.

## Befolkningsutveckling
| Befolkningsutvecklingen i Starrkärr och Näs 1990–2010           | Befolkningsutvecklingen i Starrkärr och Näs 1990–2010 | Befolkningsutvecklingen i Starrkärr och Näs 1990–2010 | Befolkningsutvecklingen i Starrkärr och Näs 1990–2010 | Befolkningsutvecklingen i Starrkärr och Näs 1990–2010 |
| --------------------------------------------------------------- | ----------------------------------------------------- | ----------------------------------------------------- | ----------------------------------------------------- | ----------------------------------------------------- |
|                                                                 |                                                       |                                                       |                                                       |                                                       |
| År                                                              |                                                       |                                                       | Folkmängd                                             | Areal (ha)                                            |
| 1990                                                            | 1990                                                  |                                                       | 330                                                   | 87#                                                   |
| 1995                                                            | 1995                                                  |                                                       | 389                                                   | 102                                                   |
| 2000                                                            | 2000                                                  |                                                       | 383                                                   | 102                                                   |
| 2005                                                            | 2005                                                  |                                                       | 472                                                   | 102                                                   |
| 2010                                                            | 2010                                                  |                                                       | 499                                                   | 102                                                   |
| Anm.: Ny tätort 1995. Sammanvuxen 2015 med Ödsmål # Som småort. |                                                       |                                                       |                                                       |                                                       |